# تقسیس
زور الزیاره (به عربی: تقسیس) یک منطقهٔ مسکونی در سوریه است که در شهرستان حمات واقع شده‌است.

## خصوصیات
زور الزیاره ۳٬۳۴۳ نفر جمعیت دارد.